# Пятискатный купол
Пятиска́тный ку́пол — один из многогранников Джонсона (J5, по Залгаллеру — М6).
Составлен из 12 граней: 5 правильных треугольников, 5 квадратов, 1 правильного пятиугольника и 1 правильного десятиугольника. Десятиугольная грань окружена пятью квадратными и пятью треугольными; пятиугольная грань окружена пятью квадратными; каждая квадратная грань окружена десятиугольной, пятиугольной и двумя треугольными; каждая треугольная грань окружена десятиугольной и двумя квадратными.
Имеет 25 рёбер одинаковой длины. 5 рёбер располагаются между десятиугольной и квадратной гранями, 5 рёбер — между десятиугольной и треугольной, 5 рёбер — между пятиугольной и квадратной, остальные 10 — между квадратной и треугольной.
У пятискатного купола 15 вершин. В 10 вершинах сходятся десятиугольная, квадратная и треугольная грани; в остальных 5 — пятиугольная, две квадратных и треугольная.
Пятискатный купол можно получить из ромбоикосододекаэдра, рассекши тот плоскостью на две неравные части. Вершины полученного многогранника — 15 из 60 вершин ромбоикосододекаэдра, рёбра — 25 из 120 рёбер ромбоикосододекаэдра; отсюда ясно, что у пятискатного купола существуют описанная и полувписанная сферы, причём они совпадают с описанной и полувписанной сферами исходного ромбоикосододекаэдра. Центр описанной и полувписанной сфер лежит вне пятискатного купола.

## Метрические характеристики
Если пятискатный купол имеет ребро длины {\displaystyle a}, его площадь поверхности и объём выражаются как
{\displaystyle S={\frac {1}{4}}\left(20+5{\sqrt {3}}+\left(10+{\sqrt {5}}\right){\sqrt {5+2{\sqrt {5}}}}\right)a^{2}\approx 16{,}5797498a^{2},}
{\displaystyle V={\frac {1}{6}}\left(5+4{\sqrt {5}}\right)a^{3}\approx 2{,}3240453a^{3}.}
Радиус описанной сферы (проходящей через все вершины многогранника) при этом будет равен
{\displaystyle R={\frac {1}{2}}{\sqrt {11+4{\sqrt {5}}}}\;a\approx 2{,}2329505a,}
радиус полувписанной сферы (касающейся всех рёбер в их серединах) —
{\displaystyle \rho ={\frac {1}{2}}{\sqrt {10+4{\sqrt {5}}}}\;a\approx 2{,}1762509a,}
высота купола (расстояние между десятиугольной и пятиугольной гранями) —
{\displaystyle H={\sqrt {\frac {5-{\sqrt {5}}}{10}}}\;a\approx 0{,}5257311a.}
При одинаковой длине ребра высота пятискатной ротонды (J6) больше высоты пятискатного купола в {\displaystyle \Phi ^{2}=\Phi +1\approx 2{,}618} раз, где {\displaystyle \Phi ={\frac {1+{\sqrt {5}}}{2}}} — отношение золотого сечения.